# Matomo
Matomo (ранее Piwik) — система веб-аналитики с открытым исходным кодом. Над её разработкой трудится многонациональная команда. Matomo устанавливается на веб-сервер как обычная CMS. Сегодня Matomo использует свыше 460 000 сайтах и переведен более чем на 45 языков.

## Функциональность
- Отслеживание посещений сайта по их типу (прямые переходы, переходы с сайтов, переходы из поисковых систем, переходы с кампаний контекстной рекламы и рекламных баннеров и др.).
- Отслеживание ключевых слов, по которым посетители перешли на сайт.
- Отслеживание источника трафика.
- Отслеживание действий на сайте (скачивание файлов, переходы по ссылкам, длительность посещения и др.).
- Отслеживание электронной коммерции (статистика по электронным заказам, товарам, категориям товаров, нереализованным корзинам, прибыли и др.).
- Отслеживание Целей и их конверсии.
- Отслеживание географии посетителей.
- Управление пользователями и сайтами.
- Автоматическая отчетность по email в формате PDF или HTML.
- Представление статистики в числовом и графическом виде (круговые, столбчатые диаграммы, облака тегов).
- Экспорт данных в формате CSV, XML, PHP, EXCEL, JSON.
- Гибкий API для доступа к любым видам данных.
- Мобильное приложение Piwik для iOS и Android.

## Системные требования
- PHP >= 5.3.3
- MySQL >= 5.0

## Особенности
В отличие от Google Analytics, Яндекс. Метрики и других аналогичных платформ веб-аналитики, все аналитические данные о посетителях сайта, которые собирает и структурирует Piwik, принадлежат только владельцу системы (веб-мастеру или компании, которые используют Piwik). Никакие третьи лица, будь то изначальные разработчики системы или крупные корпорации, не имеют никакого доступа к аналитике пользователей Piwik.
- Piwik бесплатен для скачивания, использования, модификации и распространения, если это не нарушает требований лицензии GNU GPLv3.
- Открытый исходный код позволяет веб-мастерам и компаниям изменять Piwik таким образом, чтобы он больше соответствовал их нуждам и представлениям о веб-аналитике.
- Получаемая статистика обновляется в режиме реального времени (каждые 10 сек. по умолчанию).
- Количество сайтов, отслеживаемое в рамках одной системы, неограничено.
- Число пользователей системы, имеющих различный доступ к статистике по сайтам, неограничено.
- Архитектура системы основана на плагинах. Можно создавать свои плагины и отключать ненужные.
- Продвинутые возможности для конфиденциальности личных данных посетителей (анонимизация IP, очистка старых логов, отписка от учета в системе для посетителей).

## Интерфейс
Piwik отличается современным пользовательским веб-интерфейсом. Главная панель системы состоит из так называемых виджетов. Виджеты — это специальные окна, которые предоставляют информацию конкретного типа и в определенном виде. Например, виджет «Последние посещения» отображает график посещений сайта за соответствующий период.
А виджет «Ключевые слова» показывает по каким ключевым словам перешли посетители сайта, используя поисковые системы.
Такие виджеты имеются для каждого типа информации в системе. Любой из них можно перемещать, добавлять на главную панель и удалять, что обеспечивает быстрый доступ к статистике посещений сайта.
Детальные аналитические данные всегда можно получить, перейдя в конкретный раздел системы через главное меню.

## История
Первая версия Piwik появилась в 2007 году в качестве обновленной системы phpMyVisites с поддержкой полноценного API, более продвинутым UI, графиками и лучшей производительностью.
Позже Piwik появился на популярном ресурсе для разработчиков открытого программного обеспечения SourceForge.net, а в июле 2009 года SourceForge.net назвал Piwik проектом месяца.
Через месяц (август 2009) InfoWorld назовет Piwik лучшим прорывом года в области ПО с открытым исходым кодом в премии Bossie Awards.
В январе 2018 года Piwik был переименован в Matomo. При этом в компании объяснили, что все остальное остается на прежнем месте.
В 2022 году Matomo попал в перечень иностранных сервисов, «деятельность которых полностью или частично ограничена на территории Российской Федерации».

## Piwik в мире
Piwik становится особенно популярным в европейских странах за счет того, что правительство этих стран серьезно относится к вопросам конфиденциальности данных пользователей всемирной паутины. Piwik же предоставляет широкие возможности для аггрегации аналитических данных, не выходя за рамки законов о конфиденциальности.
Таким образом, более 14 % процентов сайтов в доменной зоне .de (Германия) уже используют Piwik. Данную систему веб-аналитики используют также:
- 4,3 % сайтов в зоне .eu,
- 3,0 % в зоне .fr,
- 2,4 % — в .pl,
- 2,2 % — в .it,
- 2,1 % — в .info,
- 2,0 % — в .org,
- 1,7 % — в .net,
- 1,1 % — в .com.[8]

## Piwik в России
В России на данный момент Piwik не столь сильно распространен: он используется на 0,4 % сайтах.
Тем не менее, существует и официальный русскоязычный сайт Piwik, который является копией англоязычного сайта (см. ссылки). Поддержкой официального русскоязычного сайта, материалов, документации, веб-интерфейса системы занимается компания Codax, которая также и представляет систему в России.